# Promise (chanson de Ciara)
Pour les articles homonymes, voir Promise.
Singles de Ciara
Get Up
(2006) Like a Boy
(2007)
Promise est une chanson de la chanteuse de RnB américaine Ciara issue de son deuxième album studio intitulé Ciara: The Evolution. Le titre est sorti en tant que second single de l'album le 16 octobre 2006 aux États-Unis.

## Liste des pistes
- Téléchargement digital aux États-Unis

1. Promise – 4:29

- Téléchargement digital aux États-Unis 2

1. Promise (featuring R. Kelly) (Go and Get Your Tickets Mix) – 4:59

- CD single

1. Promise (Main)
2. Promise (Instrumental)
3. Promise (Call Out Research Hook #1)
4. Promise (Call Out Research Hook #2)

## Classement hebdomadaire
| Classement (2006-2007)         | Meilleure position |
| ------------------------------ | ------------------ |
| États-Unis (Hot 100)           | 11                 |
| États-Unis (R&B/Hip-Hop Songs) | 1                  |
| États-Unis (Pop Airplay)       | 36                 |

## Historique de sortie
| Pays       | Date             | Format                 | Label  |
| ---------- | ---------------- | ---------------------- | ------ |
| États-Unis | 16 octobre 2006  | Diffusion radio        | LaFace |
| États-Unis | 17 novembre 2006 | Téléchargement digital | LaFace |